# Stelis inclinata
Stelis inclinata är en orkidéart som beskrevs av O.Duque. Stelis inclinata ingår i släktet Stelis och familjen orkidéer. Inga underarter finns listade i Catalogue of Life.